# Lizzie Doron

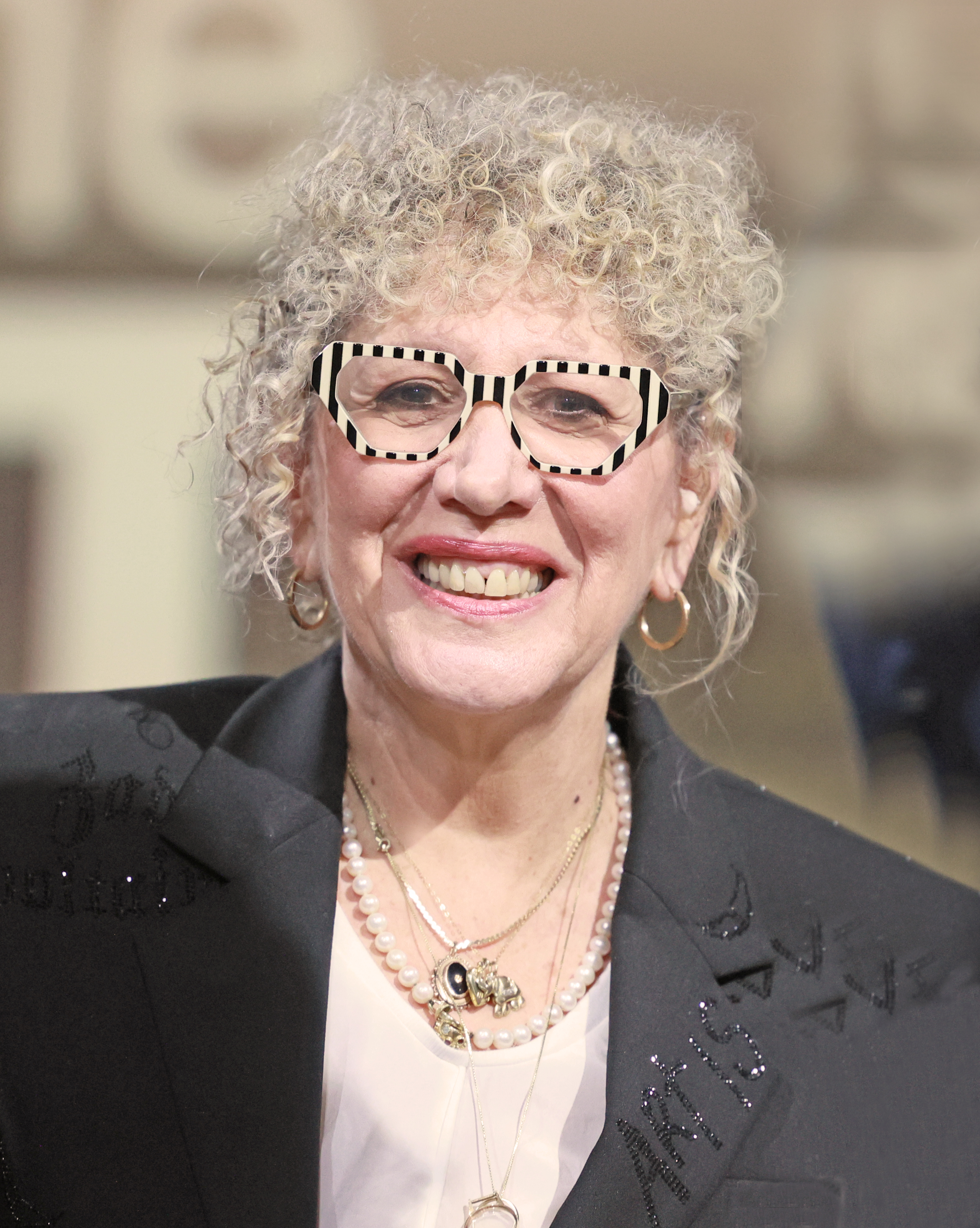
Lizzi Doron, Frankfurter Buchmesse 2023

Lizzie Doron (hebräisch ליזי דורון, eigentlich עליזה אליזבת רוז'ה Aliza Elizabeth Roger, * 1953 in Tel Aviv) ist eine israelische Schriftstellerin, sie hat daneben  auch die österreichische Staatsbürgerschaft. Sie gehört zu der „zweiten Generation“, der Holocaust-Nachfolgegeneration. In ihren Werken stellt sie das Leben von israelischen Juden und Palästinensern dar, deren Schicksal sie als Einheit begreift. Sie ist außerhalb Israels bekannter als in Israel selbst, wo ihre letzten Werke nicht mehr aufgelegt wurden.

## Leben und Werk
Lizzie Roger war das einzige Kind von Helena Roger und einem Juden polnischer Herkunft. Die Mutter (gestorben 1990) war eine deutschsprachige Krankenschwester aus Wien und Überlebende des Holocaust. Für den SS-Arzt, der sie rettete, trat sie in seinem Prozess nach dem Kriege als Zeugin ein. Sie kam aus einer orthodoxen Familie, war aber nicht religiös. Sie mied Synagogen, besuchte aber christliche Kirchen von Tel Aviv, wo sie Gott auf Jiddisch beschimpfte, weil er die Juden während des Holocaust nicht gerettet hatte. Über den Vater teilte sie der Tochter niemals etwas mit. Der Vater starb an Tuberkulose, als Lizzie acht Jahre alt war. Lizzi wurde aus Angst vor Ansteckung von ihm ferngehalten.

Doron wuchs im Stadtteil Bitzaron oder Yad Eliyahu im Südosten Tel Avivs auf. In der Gemeinde, in der sich Überlebende der Shoa angesiedelt hatten, sprach man mehrere Sprachen, besonders Jiddisch. Hebräisch lernte sie erst im Alter von 6 Jahren in der Grundschule kennen, wo sie von einer sabra, einer in Israel geborenen Jüdin, unterrichtet wurde. Die Mutter machte sie mit deutscher Sprache und Literatur vertraut und fand es schwer, sich in Israel einzuleben.
Meine Mutter wurde in Wien geboren, und sie wusste, dass die deutsche Kultur in Israel aus offensichtlichen Gründen nicht so populär war, aber in gewisser Weise habe ich von ihr eine Faszination dafür geerbt. Meine Mutter sprach nachts Deutsch, obwohl sie mich daran hinderte, diese Sprache außerhalb des Hauses zu verwenden: So wuchs ich mit der Fähigkeit auf, Deutsch zu verstehen, aber nicht zu sprechen. Das heißt, die deutsche Sprache und Kultur ist wie etwas „Verbotenes“, das uns beide verbindet. Vielleicht liegt in diesem unermesslichen Zusammenhang zwischen meinem Familiengeheimnis und der Entscheidung meines deutschen Verlegers die wahre Antwort auf ihre Frage.
Sie verließ Bitzaron mit 18 Jahren, um als eine der ersten Kibbuznik auf den Golanhöhen zu leben, „weit weg, um die Welt und die unstillbare Traurigkeit der Menschen zu vergessen, die von ‚dort‘ gekommen waren“. Nach drei Jahren begann sie ein Bachelor-Studium der Soziologie und Kriminologie an der Bar-Ilan-Universität und der Linguistik an der Universität Tel Aviv. Sie arbeitete acht Jahre als Lehrerin und Ergotherapeutin für psychisch Kranke. Sie begann zu schreiben, als sie ihrer Tochter bei einer Hausaufgabe über familiäre Wurzeln zu helfen versuchte. Als sie wissen wollte, woher sie komme, stellte Doron fest, dass sie viele Fragen ihrer Tochter nicht beantworten konnte.

„Meine Tochter hat mir eine Lektion erteilt. In der Schule sollte sie die Geschichte ihrer Familie aufschreiben. Ich habe ihr geholfen, daraus ist mein erstes Buch entstanden. Ich selbst hatte eine sehr aufgeladene, komplizierte Beziehung zu meiner Mutter. Ich habe mich dafür geschämt, dass sie sich oft wie eine Verrückte benommen hat, ja dass sie eine Überlebende des Holocaust war. Ich wollte Israelin sein und dachte, jeder müsse tapfer sein, jeder ein Kämpfer. Meine Mutter war für mich eines dieser Lämmer, die sich zur Schlachtbank haben führen lassen. Erst durch meine Tochter habe ich erkannt, wie mutig meine Mutter gewesen ist.“

Daraus sei ihr Buch Warum bist du nicht vor dem Krieg gekommen? entstanden. Es erschien 1998 in Israel und 2004 in deutscher Übersetzung von Mirjam Pressler. Das Buch ist eine Hommage an die Mutter, welches in einzelnen Geschichten ein Bild der Mutter zeichnet und damit das Bild der Generation derer geschaffen hat, die die Shoa überlebten und in Israel Fuß zu fassen suchten. Das Buch zählt inzwischen in Israel zur Schullektüre.

Ihr zweites Buch, Hajtah po pa'am mischpacha, ist in Deutschland 2010 unter dem Titel „Es war einmal eine Familie“ erschienen. Es entstand als Andenken an sieben Mitschüler, die 1973 im Jom-Kippur-Krieg getötet wurden. Der dritte Roman, Ruhige Zeiten, erschien 2004 in deutscher Übersetzung, wiederum von Mirjam Pressler, im Jahr 2005. Auch er hat autobiographische Züge und beschreibt das Leben in dem Viertel von Tel Aviv, in dem die Autorin aufgewachsen ist; er setzt sich noch einmal mit der Generation der Holocaust-Überlebenden auseinander. Für diesen Roman wurde sie 2003 mit dem von Yad Vashem vergebenen Buchmann-Preis ausgezeichnet.

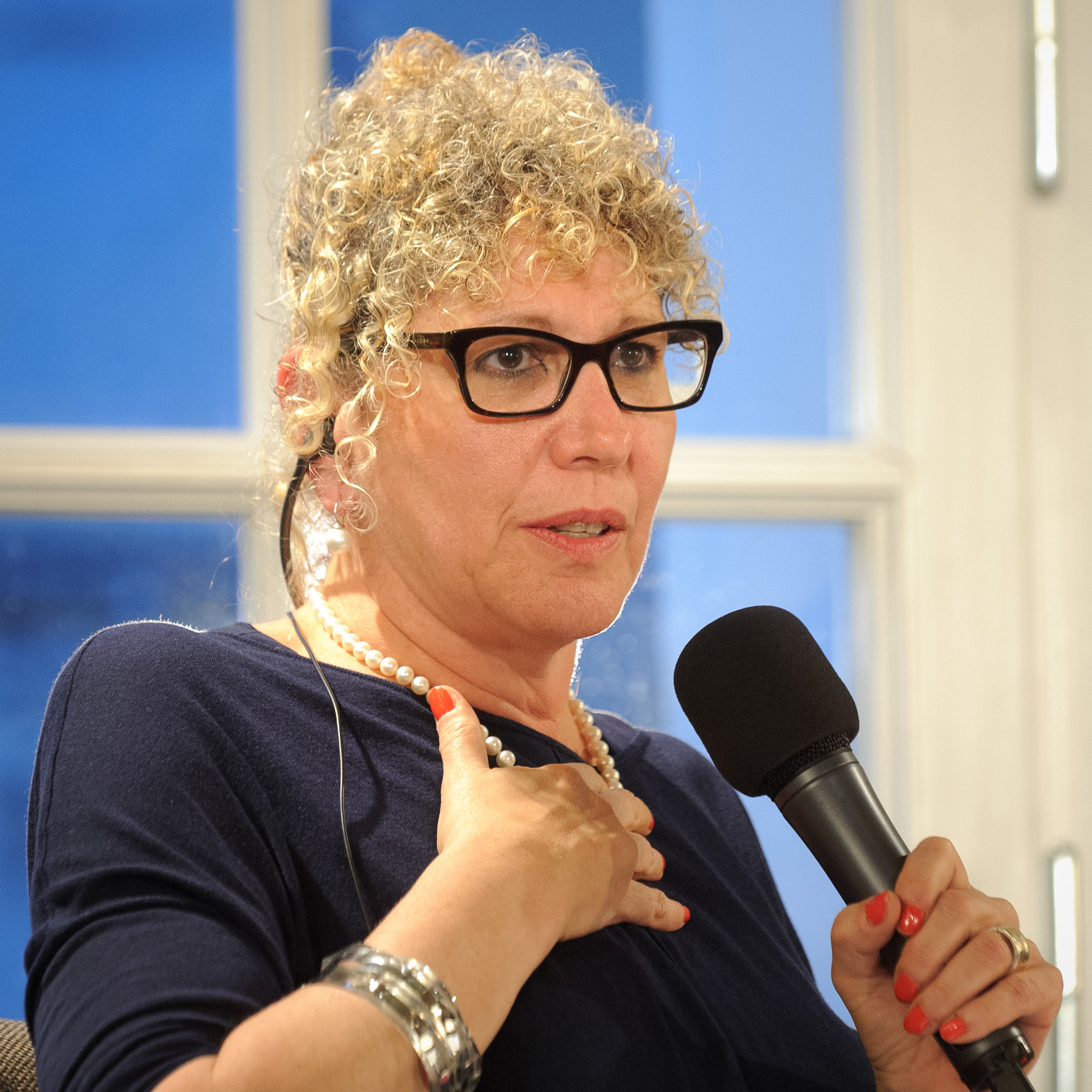
Lizzie Doron, Deutsch-Israelische Literaturtage 2012

In ihrem ebenfalls autobiographisch fundierten Roman Ve-jom echad od nipagesch von 2009 (dt. Das Schweigen meiner Mutter, 2011) erzählt sie von einer Frau, die herauszufinden versucht, warum sie vaterlos aufwuchs.

In ihrem Roman Who the Fuck Is Kafka erzählt sie das Leben des arabisch-palästinensischen Journalisten Nadim aus dem Ost-Jerusalemer Stadtteil Silwan, den sie 2009 auf einer Friedenskonferenz in Rom kennenlernte und mit dem und dessen Familie sie sich anfreundete. Diese Erfahrung sieht Doron als einen Wendepunkt, weil sie überrascht gewesen sei, dass sie nur in ihrer eigenen Geschichte gegraben hatte, ohne die Geschichte ihrer Nachbarn zu kennen. Geschichten über die Palästinenser und ihr Leben unter der Besatzung zu schreiben, betrachtet sie als Fortsetzung ihrer bisherigen Arbeit und neue Mission.
Und ich habe wirklich das Gefühl, dass ich auf persönlicher Basis, nicht nur als Schriftsteller, viel freier bin, nachdem ich dem „Terroristen“, dem „Dämon“ begegnet bin. Derjenige, der mich töten sollte, ist einer meiner besten Freunde geworden.
2017 erschien der Roman Sweet Occupation, das Ergebnis von Interviews mit ehemaligen palästinensischen Terroristen.
Im Herbstsemester 2019 war Lizzie Doron Inhaberin der Friedrich Dürrenmatt Gastprofessur für Weltliteratur an der Universität Bern.
2021 veröffentlichte sie den Roman Was wäre wenn?, 2023 folgte Nur nicht zu den Löwen.
Sie ist mit Danny Doron verheiratet, sie haben zwei Kinder, ihr Sohn wohnt in Berlin, ihre Tochter und ihre Enkel sind nach dem Terrorangriff der Hamas auf Israel 2023 in die USA gezogen.

## Rezeption und Resonanz
Who the Fuck is Kafka, Sweet Occupation und Was wäre wenn? fanden keinen Verlag in Israel. Annabelle Steffes-Halmer von der Deutschen Welle sieht den Grund der Unbeliebtheit Dorons in Israel darin, dass sie sich offen für eine friedliche Verständigung zwischen Israelis und Palästinensern einsetzt. Ihr Verleger habe in ihrem Interesse an den Palästinensern einen Wechsel des Hauptthemas gesehen. Der Holocaust habe sich besser verkauft, so Doron in einem Interview.
Dorons Schreibstil gilt als kühl und klar.

## Preise und Auszeichnungen
- Buchman-Preis der Yad Vashem Holocaust Martyrs and Heroes Remembrance Authority (2003)[24]
- Jeanette-Schocken-Preis – Bremerhavener Bürgerpreis für Literatur für ihr Gesamtwerk (2007)[25][26]
- Ihr Buch Once There Was A Family wurde von der Neuen Zürcher Zeitung unter die 30 besten Bücher des Jahres 2007 gewählt
- Kugel-Preis für Literatur, verliehen von der Gemeinde Holon (2010)
- 2018 wird sie zusammen mit Mirjam Pressler mit dem Friedenspreis der Geschwister Korn und Gerstenmann-Stiftung ausgezeichnet.

## Werke

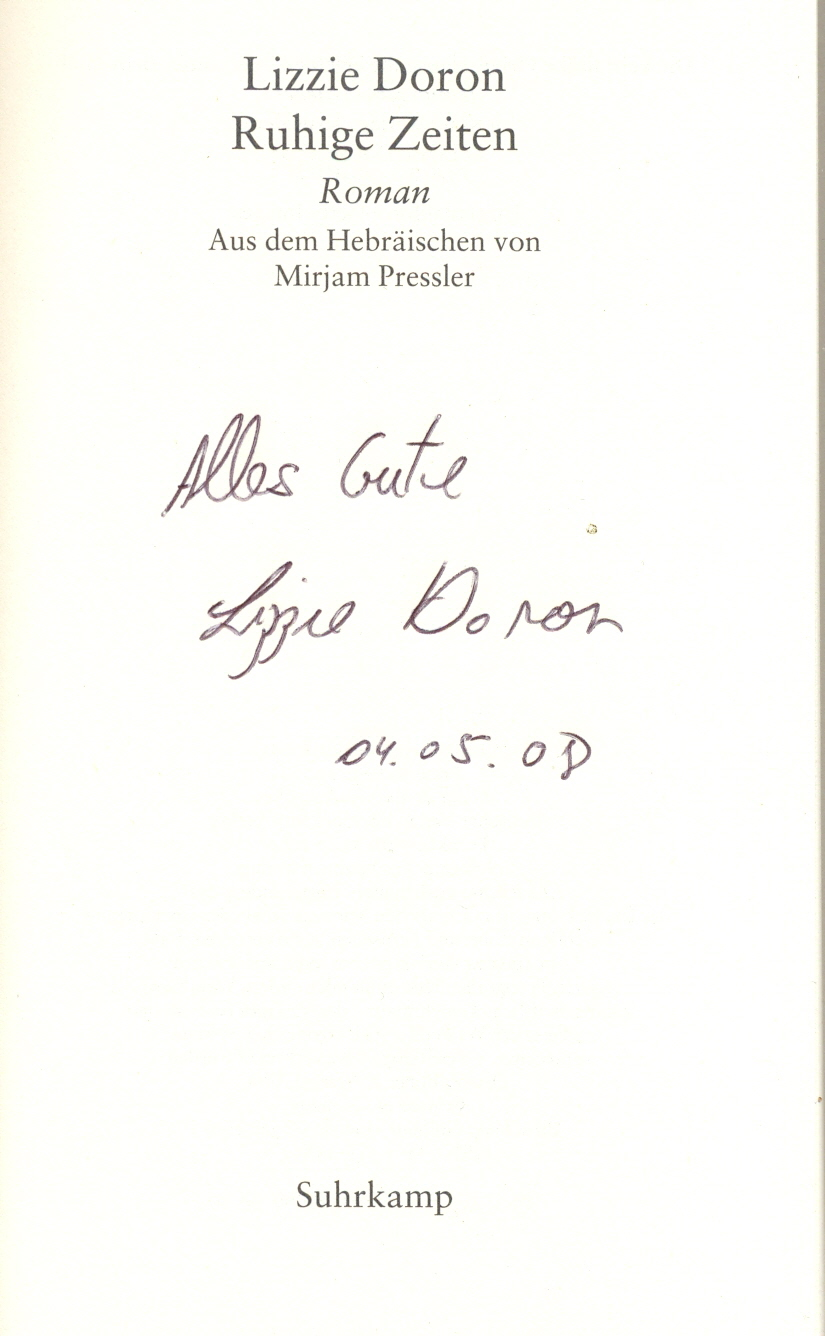
Autograph

- 1998: Lama lo bat lifne ha-milchama?, Tel Aviv: Chalonot. - Deutsche Übersetzung: Warum bist du nicht vor dem Krieg gekommen?. Aus dem Hebräischen von Mirjam Pressler, Frankfurt/Main 2004: Jüdischer Verlag. ISBN 3-633-54199-3
- 2002: Hajtah po pa'am mischpacha, Jerusalem: Keter. - Deutsche Übersetzung: Es war einmal eine Familie. Roman. Aus dem Hebräischen von Mirjam Pressler, Frankfurt/Main 2009: Jüdischer Verlag. ISBN 978-3-633-54235-2
- 2003: Jamim schel scheket, Jerusalem: Keter. - Deutsche Übersetzung: Ruhige Zeiten. Roman. Aus dem Hebräischen von Mirjam Pressler, Frankfurt/Main 2005: Jüdischer Verlag. ISBN 3-633-54218-3
- 2007: Hatchala schel maschehu jafe, Jerusalem: Keter. - Deutsche Übersetzung: Der Anfang von etwas Schönem. Roman. Aus dem Hebräischen von Mirjam Pressler, Frankfurt/Main 2007: Jüdischer Verlag. ISBN 978-3-633-54227-7
- 2009: Ve-jom echad od nipagesch, Jerusalem: Keter. - Deutsche Übersetzung: Das Schweigen meiner Mutter. Roman. Aus dem Hebräischen von Mirjam Pressler, München 2011: dtv. ISBN 978-3-423-24895-2
- 2015: Who the Fuck Is Kafka. Roman. München 2015: dtv. Aus dem Hebräischen von Mirjam Pressler. ISBN 978-3-423-26047-3 - Es heißt, die deutsche Ausgabe des Romans sei die erste weltweit. Auf Hebräisch sei der Band noch nicht erschienen.[27]
- 2017: Sweet Occupation. München 2017: dtv. Aus dem Hebräischen von Mirjam Pressler. ISBN 978-3-423-26150-0 - Die deutsche Ausgabe ist nach Angaben des Verlags die erste weltweit.
- 2021: Was wäre wenn. Roman. Aus dem Hebräischen von Markus Lemke. München 2021: dtv. ISBN 978-3-423-28236-9
- 2023: Nur nicht zu den Löwen. Roman. Aus dem Hebräischen von Markus Lemke. München 2023: dtv. ISBN 978-3-423-28356-4
- 2025: Wir spielen Alltag. Leben in Israel seit dem 7. Oktober. Aus dem Hebräischen von Markus Lemke. München 2025: dtv. ISBN 978-3-423-28453-0